# Ramnus

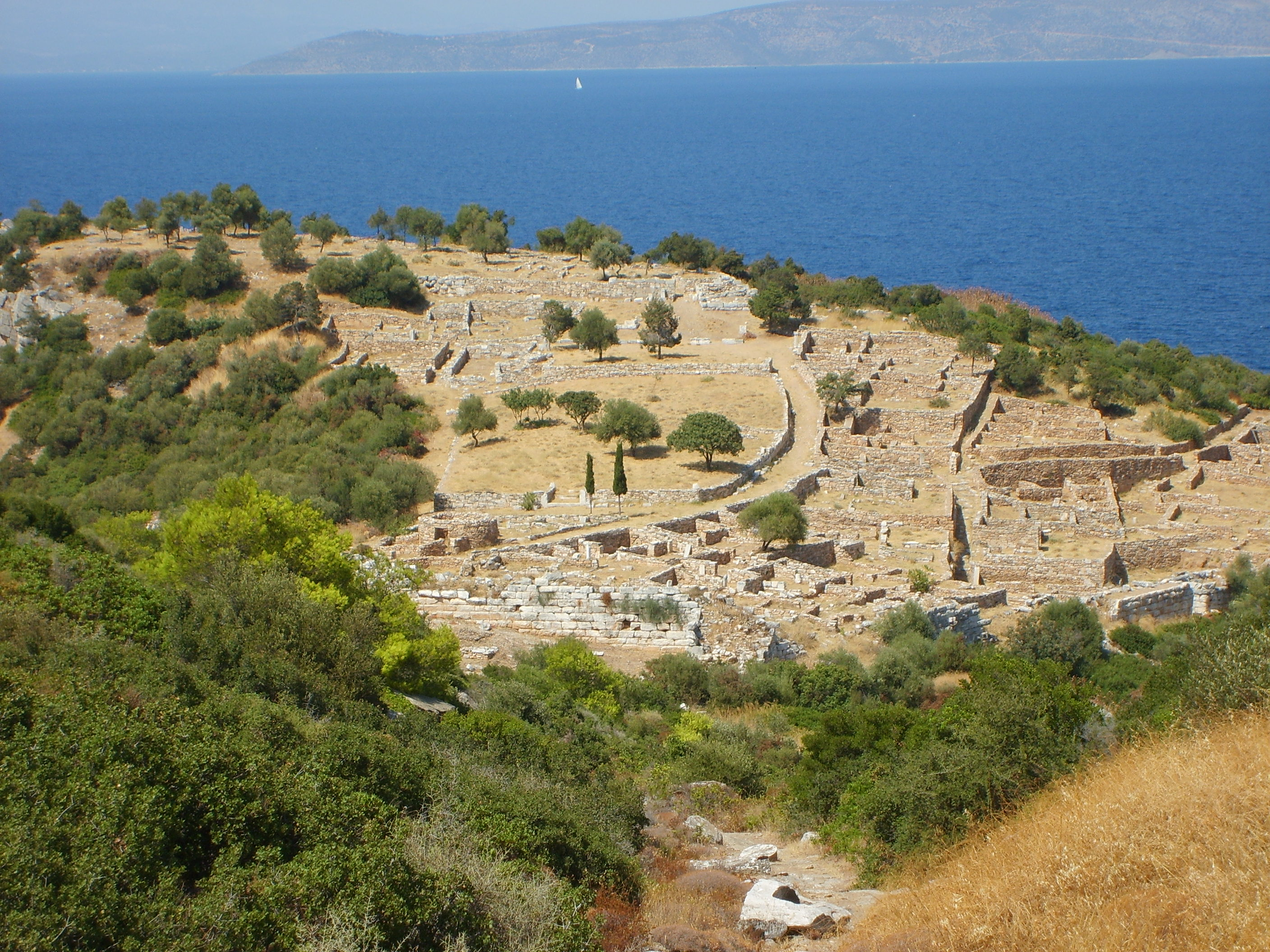
Ramnus

Ramnus (także Rhamnus, gr. Ῥαμνοῦς Rhamnoûs, łac. Rhamnus) – mała miejscowość w starożytnej Grecji na wybrzeżu Attyki, blisko Maratonu. Obchodzono tam święta doroczne, połączone z zawodami atletów i przedstawieniami teatralnymi. W centralnej części Ramnus znajdowała się świątynia bogini zemsty Nemezis. W budynku wzniesiony został marmurowy posąg, wykonany najprawdopodobniej przez Fidiasza.